# Jean Galbert de Campistron
Jean Galbert de Campistron (1656, Toulouse – 11. května 1723, Toulouse) byl francouzský spisovatel a dramatik, později také člen Francouzské akademie.

## Život
V roce 1701 se stal členem francouzské akademie. 